# Сакај
Сакај (јап. 堺市) град је у Јапану у префектури Осака. Према попису становништва из 2005. у граду је живело 831.111 становника.

## Становништво
Према подацима са пописа, у граду је 2005. године живело 831.111 становника.
| 1995.   | 2000.   | 2005.   |
| ------- | ------- | ------- |
| 840.384 | 829.636 | 831.111 |